# Milledge Luke Bonham
Milledge Luke Bonham, född 25 december 1813 i Edgefield District (i nuvarande Saluda County) i South Carolina, död 27 augusti 1890 i White Sulphur Springs i West Virginia, var en amerikansk politiker (demokrat) och militär. Han var ledamot av USA:s representanthus 1857–1860 och South Carolinas guvernör 1862–1864.

## Före inbördeskriget
Bonham utexaminerades 1834 från South Carolina College (numera University of South Carolina), studerade sedan juridik och inledde 1837 sin karriär som advokat i South Carolina. Han tjänstgjorde som överstelöjtnant i mexikansk-amerikanska kriget. Kongressledamot Preston S. Brooks avled 1857 i ämbetet och efterträddes av Bonham. År 1860 avgick Bonham i samband med South Carolinas utträde ur USA.

## Under inbördeskriget
Bonham tjänstgjorde som brigadgeneral i sydstatsarmén i amerikanska inbördeskriget. Bonham efterträdde 1862 Francis Wilkinson Pickens som South Carolinas guvernör och efterträddes 1864 av Andrew Gordon Magrath.  I slutskedet av inbördeskriget återvände han till militären och tjänstgjorde ännu en kort tid som brigadgeneral i kavalleriet.

## Gravplats
Bonham avled 1890 i West Virginia och gravsattes i Columbia i South Carolina.